# Touazine
Os Touazine são um conjunto de tribos que vivem na região de Ben Gardane, no sul da Tunísia desde o fim do século XVI.